# Deuxième circonscription de Wenago
La deuxième circonscription de Wenago est une des 121 circonscriptions législatives de l'État fédéré des nations, nationalités et peuples du Sud, elle se situe dans la Zone Gedeo. Sa représentante actuelle est Frenesh Mekuriya Gobena.